# Pilea mexicana
Pilea mexicana är en nässelväxtart som beskrevs av Hugh Algernon Weddell. Pilea mexicana ingår i släktet pileor, och familjen nässelväxter. Inga underarter finns listade i Catalogue of Life.